# مرتضی نیک‌نهاد
مرتضی نیک‌نهاد (زادهٔ ۱۳۶۳ در بندرعباس) عکاس و فیلم‌ساز ایرانی است.

## زندگی هنری
نیک‌نهاد فیلم‌سازی را در سال ۱۳۷۸ در بندرعباس آغاز کرد. او در زمینه‌های مختلف فیلمسازی از جمله کارگردانی، فیلم‌نامه‌نویسی و طراحی صحنه فعالیت کرده است. اما عمده فعالیت‌های او متمرکز بر مجموعه‌عکس‌هایش است. او به صورت تخصصی از سال ۱۳۹۲ عکاسی را دنبال می‌کند. موضوع مورد علاقه‌ٔ او «انسان معاصر» و ارتباط او با جهان پیرامونش است. برای مثال او در مجموعه‌عکس «ماهی بزرگ» تلاش می‌کند داستان زندگی واقعی مادرش را به تصویر بکشد.

## نمایشگاه‌ها
- «مکان عمومی»، گالری طراحان آزاد تهران، تیر ۱۳۹۵ (انفرادی)
- «ماهی بزرگ»، مرکز سایلنسیو پاریس، تابستان ۲۰۱۸ (انفرادی)
- «ماهی بزرگ»، کاخ فرهنگی فدرال برزیل، ریودوژانیرو ۲۰۲۳ (انفرادی)
- «باد سیاه»، پاریس‌فتو، پائیز ۲۰۲۲
- «ماهی بزرگ»، پاریس‌فتو، پائیز ۲۰۲۱
- «کلیک»، آرتا گالری، تورنتو، تابستان ۲۰۱۸[۸]
- «مارپیچ»، گالری نگاه، تهران، پاییز ۲۰۱۸
- «ایران؛ ۳۸ سال»، فستیوال جهانی آرل، فرانسه، تابستان ۲۰۱۷
- «ایران؛ ۳۸ سال»، فستیوال جهانی آرل، چین، زمستان ۲۰۱۸
- «جشنواره بین‌المللی گوتنبرگ»، موزه فرهنگ جهانی گوتنبرگ، آوریل ۲۰۱۷
- «واقعیت‌های ترکیبی»، فرانکفورت ، ۲۰۱۷
- «پروژه هر روز ایران» ، گالری راه ابریشم، پائیز ۲۰۱۶
- «واقعیت شخصی»، گالری مرداد، ۲۰۱۷[۹]
- «واقعیت شخصی»، گالری تاروپود، شیراز ۲۰۱۶
- «قبل؛ بعد»، گالری گرمساری، بندرعباس، فوریه ۲۰۱۵ [۱۰]

## جوایز
نیک‌نهاد برای مجموعه‌عکس «ماهی بزرگ» تاکنون جوایز مختلفی را به‌دست آورده است که از آن‌ها می‌توان به جایزهٔ ولکام‌فتو لندن (۲۰۲۱) و جایزه بنیاد هنر شارجه (۲۰۲۲) اشاره کرد.